# Batalla de Mardia
La batalla de Mardia, también llamada batalla del Campo Mardiense (en latín: Campus Mardiensis) o batalla del Campo Ardiense (en latín: Campus Ardiensis), fue un enfrentamiento armado ocurrido a finales de 316 o comienzos de 317 entre las fuerzas de los emperadores romanos Constantino I (r. 306-337) y Licinio (r. 308-324), probablemente en el lugar que hoy ocupa la moderna ciudad de Jarmanli, en Bulgaria. Este combate formó parte de una serie de choques entre los dos augustos, que provocó el ocaso del sistema de gobierno denominado tetrarquía y culminó con la restauración de un único emperador para el Imperio romano.
La batalla de Mardia se produjo poco después de la victoria de Constantino en la batalla de Cibalis y permitió el reconocimiento de la conquista de este último sobre casi la totalidad de la península de los Balcanes, excepto Tracia.

## Antecedentes
El emperador Constantino derrotó a Majencio el 28 de octubre de 312 en la batalla del Puente Milvio, mientras que Licinio venció en el año 313 a Maximino Daya en la batalla de Tzirallum; como resultado, los ganadores dividieron al Imperio romano en dos partes, cada una gobernada por uno de ellos. Constantino se mantuvo como aliado de Licinio durante su guerra con Maximino, pero al deshacerse de los coemperadores competidores, esta eventual alianza empezó a resquebrajarse.
La paz entre ambos emperadores no duró mucho tiempo, probablemente debido a la intención de Constantino de nombrar como césar al senador Basiano, esposo de su hermanastra Anastasia, designación que Licinio rechazaba, además del frustrado intento de asesinar a Constantino por parte del propio hermano de Basiano, Senecio. Constantino exigió a Licinio que le entregase a su conspirador, pero ante su negativa, los dos augustos resolvieron enfrentarse en la batalla de Cibalis, el 8 de octubre de 314 o de 316, en la que Constantino salió victorioso.
Licinio huyó a Sirmio al ver perdida la contienda y encontró refugio en Adrianópolis (hoy Edirne), en donde reunió a un segundo ejército con ayuda del dux Valerio Valente, quien fue elevado a la dignidad de augusto. Al mismo tiempo, Licinio intentó negociar la paz, pero Constantino confiado en su victoria, lo insultó por el nombramiento de Valente y rechazó la oferta.
Constantino invadió el centro de Sirmio y reconstruyó el puente sobre el río Sava, que su rival había destruido para retrasar su marcha. Al poco tiempo continuó su travesía a través de los montes Balcanes y estableció su base en Filipos o Filipópolis; otros autores sugieren que habría estado asentada al suroeste de Adrianópolis, en la cuenca del río Arda (antiguo Harpeso). Desde allí partió con el grueso de su ejército contra su rival —que se hallaba en Tracia— hasta llegar a la llanura ubicada frente a Mardia, a veces identificada con Jarmanli, en Bulgaria.

## Batalla y consecuencias

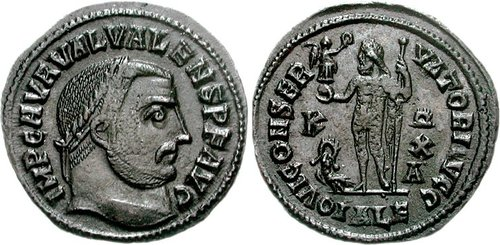
Follis de Alejandría con la imagen de Valerio Valente

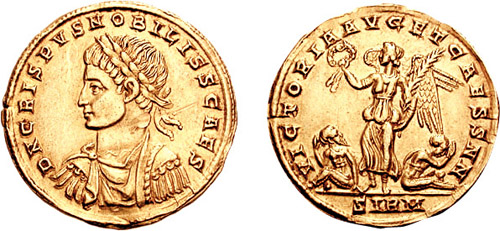
Sólido bizantino con la efigie de Crispo, emitido en Sirmio para celebrar la victoria de Constantino sobre los godos en 323

El ejército constantiniano llegó durante la noche al lugar en donde se libraría la batalla. Durante la madrugada siguiente, cuando Constantino ordenó a sus tropas que se preparasen para luchar, Licinio vio que su rival organizaba a sus fuerzas y procedió también a alinear a sus hombres. Al inicio del primer ataque, ambos ejércitos mantuvieron cierta distancia e hicieron uso de sus arqueros, pero una vez agotadas todas las flechas, lucharon cuerpo a cuerpo con lanzas, espadas y dagas.
Constantino ganó la batalla gracias a que ordenó a un grupo de 5000 soldados para que conquistase una colina próxima, maniobra que permitió a estos hombres atacar por la retaguardia a las tropas de Licinio, infligiéndole grandes bajas. El ejército liciniano consiguió evitar un desastre mediante una rápida organización de dos frentes y continuó la lucha hasta la llegada de la noche, cuando logró escapar del enemigo y refugiarse en las montañas. Presumiblemente, hubo muchos muertos en ambos lados.
Licinio se dirigió con sus tropas hacia el norte, rumbo a la ciudad de Augusta Trajana (actual Stara Zagora). Por su parte, Constantino creía más bien que su enemigo huiría a Bizancio, por tal motivo se encaminó para Asia Menor, pero sin saberlo se colocó en una posición bastante vulnerable, pues las fuerzas licinianas se interpusieron a sus líneas de comunicación con el occidente. Debido a esta situación, ambos tenían motivos para invocar la paz, sin embargo, fue Licinio, quien todavía no se había recuperado de la derrota, el que envió como emisario a Mestriano con el propósito de negociar con Constantino, no obstante, el emperador decidió postergar las conversaciones hasta poder tener la certeza de que no se reiniciarían las hostilidades. Una posible razón para la aceptación de las negociaciones podrían haber sido las noticias de la captura de sus suministros y de su comitiva imperial, gracias a un repentino ataque enemigo.
De acuerdo con la paz acordada en Sérdica, el 1 de marzo de 317, fecha elegida deliberadamente por Constantino por ser el aniversario de la elevación de su padre, Licinio reconoció a Constantino como gobernante superior, le cedió todas sus provincias europeas, excepto Tracia, y depuso a su coemperador Valerio Valente, al cual mandó ejecutar poco tiempo después. Constantino y Licinio fueron nombrados cónsules, y tanto los hijos del primero, Crispo (r. 317-326) y Constantino II (r. 317-340), como el del segundo, Licinio II (r. 317-324), fueron nombrados césares.